# Кремъчно оръжие
Терминът Кремъчно оръжие най-често се използва за обозначаване на огнестрелното оръжие с кремъчен затвор, като възпламеняването на заряда става с помощта на искри, изсичани от кремък при удара му в огнивна пластинка.
Древният човек използва кремъка за направата на оръжие и предмети на бита (наконечници за стрели, кремъчни ножове и т.н.).
В периода 16 – 19 век кремъчното оръжие се използва при въоръжението във всички страни (включително и в Русия). В Русия е използвано кремъчно оръжие с калибър от 17,5 до 21,5 mm, и с тегло от 4 до 5,6 kg. Средната далечина на изстрела с кремъклиите е от 140 до 800 метра. Има два вида кремъчни оръжия: гладкостволни и нарезни. Скорострелността на гладкостволните е 2 – 3 изстрела в минута, а при нарезните – 1 изстрел в минута. В средата на 19 век на смяна на кремъчните пушки идват винтовките.